# Antwerp (New York, falu)
Antwerp statisztikai település az USA New York államában, Jefferson megyében. Lakosainak száma 506 fő (2020. április 1.).

## Népesség
A település népességének változása:

| 2010 | 686 |
| 2020 | 506 |